# Pote Christ

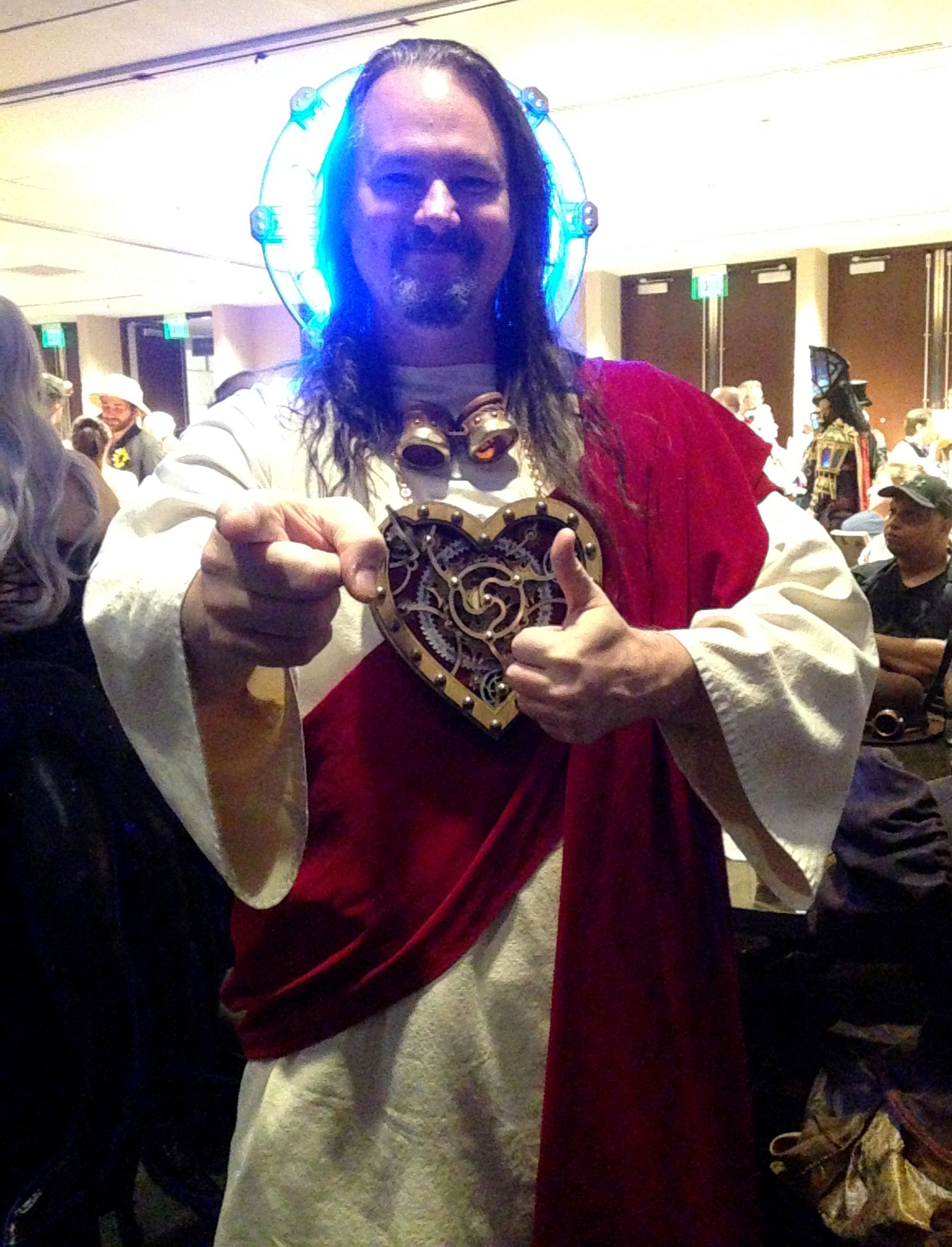
Cosplay du Buddy Christ.

Le pote Christ (de l'anglais Buddy Christ) est une représentation humoristique du personnage de Jésus-Christ dans le film Dogma (1999) de Kevin Smith. Dans ce film, une statue montre une représentation d'un Jésus souriant, pouce levé et qui fait un clin d'œil à ses spectateurs.

## DansDogma
Dans le film Dogma, le pote Christ est présenté sous la forme d'une statue dans le cadre de la campagne de communication Catholicisme Whaou ! (Catholicism Wow!) du cardinal Glick (interprété par George Carlin) destinée à moderniser l’image de la religion catholique. Cette représentation du Christ, souriant, levant le pouce et faisant un clin d'œil se veut joyeuse, par opposition au crucifix, jugé dans le film « totalement déprimant », selon Glick.
Cette représentation du Christ est devenue par la suite un mème Internet populaire.

## Autres apparitions
Le pote Christ apparaît dans d'autres productions du View Askewniverse : dans la bande dessinée Clerks: The Lost Scene (en) (1999), dans le film Jay and Silent Bob Strike Back (2001) et dans le film Clerks 2 (2006). Il a ensuite été produit comme une figurine bobblehead.
Il a également été présenté dans une publicité britannique de l'opérateur téléphonique Phones 4u (en), où un dessin animé le représentait avec une gamme de téléphones Android avec le message « Des offres miraculeuses sur les téléphones Samsung Galaxy Android ». L'Advertising Standards Authority réprimanda ensuite l’annonce, considérant que la représentation de Jésus en train de signer avec le pouce donnait l’impression que la publicité était moqueuse et rabaissait les croyances chrétiennes fondamentales.